# Peter Bullen
Peter Bullen (* 26. Juni 1970 in Koersel, Beringen, Flandern) ist ein belgischer Snookerspieler. In den 1990ern für einige Saisons Profispieler, gewann er später zwei Mal die belgische Snooker-Meisterschaft.

## Karriere
Geboren im flämischen Koersel, einem Stadtteil von Beringen, begann Bullen erst mit 18 Jahren, Snooker zu spielen. Nur knapp drei Jahre später, 1991, erreichte er bereits das Achtelfinale der U21-Amateurweltmeisterschaft. In den folgenden Monaten nahm er auch an anderen internationalen Amateurturnieren teil. Bereits 1992 wurde er Profispieler, nachdem der Weltverband gegen ein gewisses Startgeld die Profitour für alle Spieler geöffnet hatte. Bullen blieb für vier Saisons Profispieler, schied in dieser Zeit aber stets früh in der Qualifikation der Turniere aus. Auf der Weltrangliste kam er nie über Platz 303 hinaus. Währenddessen beteiligte sich Bullen an Amateurturnieren in mehreren mitteleuropäischen Ländern. Unter anderem erzielte er beim German Open Snooker Rankings mehrfach gute Ergebnisse.
Danach beschränkte sich Bullen primär auf die belgische Amateurtour. In den 2000ern erreichte er mehrfach die finalen Runden der belgischen Meisterschaft und wurde 2003 sogar Vize-Meister, ein Meistertitel blieb aber zunächst aus. Sporadisch nahm er wieder auch an internationalen Amateurturnieren teil, wobei er unter anderem die Runde der letzten 32 der Europameisterschaft 2009 erreichte. Wenig später stand er in der Hauptrunde der 6-Red World Championship, einem Turnier im Six-Red-Snooker mit vielen Professionellen unter den Teilnehmern. Bullen versuchte auch, selbst wieder Profispieler zu werden, scheiterte aber ebenfalls 2009 beim EBSA International Play-Off im Achtelfinale. Anfang 2010 nahm er als Amateur immerhin an den professionellen Brugge Open teil.
Anfang 2011 wurde Bullen mit einem Sieg über Ex-Profispieler Björn Haneveer erstmals belgischer Meister. Noch im selben Jahr erreichte er die Runde der letzten 64 der professionellen Antwerp Open, aber auch das Viertelfinale der Amateurweltmeisterschaft. Anfang des nächsten Jahres erfolgte noch eine Einladung in die Wildcard-Runde des professionellen German Masters, aus der er aber kein Kapital schlagen konnte. Nur wenig später endete der Versuch der Titelverteidigung durch eine Niederlage im Halbfinale der belgischen Meisterschaft. Auch in anderen Disziplinen der belgischen Meisterschaft feierte er Erfolge:  Insgesamt zehn Mal gewann er die Doppel-Kategorie der Meisterschaft, im Team mit Steve Lemmens (vier Titel), Kevin Van Hove (drei Titel), Patrick Delsemme oder Mario Geudens (je zwei Titel). 2011 erreichte er zudem das Finale der Masters-Kategorie, unterlag aber Kurt Desplenter.
In den folgenden Jahren nahm er noch zwei weitere Male an den Antwerp Open teil, schaffte es aber nicht mehr in die Hauptrunde. Auch Teilnahmen an der EBSA Qualifying Tour verliefen erfolglos. Mehr Erfolg hatte er in den folgenden Jahren bei der belgischen Meisterschaft. Neben dem Vize-Meistertitel 2016 wurde er 2015 ein zweites Mal belgischer Meister. Daneben konnte er bei seinen weiterhin nur sporadischen Teilnahmen an internationalen Turnieren mehrfach erneut gute Ergebnisse erzielen, unter anderem gelang ihm der Einzug ins Viertelfinale der Europameisterschaft 2013. Daneben wurde er zusammen mit Mario Van Herk im selben Jahr Vize-Team-Europameister der Ü40-Klasse. Ferner probierte er sich auch 2013 im Russischen Billard aus. So nahm er an der Weltmeisterschaft in der Kategorie Kombinierte Pyramide teil, schied aber bereits in der ersten Runde aus.
2022 wurde Bullen belgischer Vize-Meister in der „Masters“-Kategorie und erreichte wenig später das Halbfinale der Ü40-Europameisterschaft. Bei der Ü40-Team-Europameisterschaft des gleichen Jahrgangs unterlag er zusammen mit Pascal Tollenaere erst im Finale. Im Jahr darauf erreichte er erneut das Finale der belgischen Seniorenmeisterschaft und konnte dort gegen Alain Vandersteen erstmals den Titel gewinnen.
Bullen heiratete zwei Mal und hat eine Tochter aus erster Ehe. Er lebt in Löwen.

## Erfolge (Auswahl)
Einzel
| Ausgang | Jahr | Turnier                                                              | Finalgegner       | Ergebnis |
| ------- | ---- | -------------------------------------------------------------------- | ----------------- | -------- |
| Zweiter | 1993 | German Open Snooker Ranking – Event 1 – 4 Stars – Dornstadt Open     | Mike Henson       | 3:4      |
| Sieger  | 1993 | German Open Snooker Ranking – Event 5 – 3 Stars – Münster Open       | Mike Henson       | 4:2      |
| Zweiter | 1993 | German Open Snooker Ranking – Event 9 – 4 Stars – Gelsenkirchen Open | Steve Lemmens     | 2:4      |
| Zweiter | 1993 | German Open Snooker Ranking – Event 17 – 2 Stars                     | Björn Haneveer    | 1:3      |
| Zweiter | 1993 | German Open Snooker Ranking – Event 18 – 2 Stars                     | Mario Geudens     | 2:3      |
| Sieger  | 1993 | German Open Snooker Ranking – Event 21 – 3 Stars – Aachen Open       | Björn Haneveer    | 4:1      |
| Zweiter | 2003 | Belgische Snooker-Meisterschaft                                      | Nico Devlies      | 1:7      |
| Zweiter | 2011 | Belgische Snooker-Meisterschaft – „Masters“                          | Kurt Desplenter   | 2:4      |
| Sieger  | 2011 | Belgische Snooker-Meisterschaft                                      | Björn Haneveer    | 7:3      |
| Sieger  | 2015 | Belgische Snooker-Meisterschaft                                      | Tomasz Skalski    | 7:5      |
| Zweiter | 2016 | Belgische Snooker-Meisterschaft                                      | Kevin Hanssens    | 3:7      |
| Zweiter | 2022 | Belgische Snooker-Meisterschaft – „Masters“                          | Luc Heirewegh     | 4:5      |
| Sieger  | 2023 | Belgische Snooker-Meisterschaft – „Masters“                          | Alain Vandersteen | 5:1      |

Team
| Ausgang | Jahr | Turnier                                  | Teampartner       | Gegner im Finale                            | Endstand |
| ------- | ---- | ---------------------------------------- | ----------------- | ------------------------------------------- | -------- |
| Sieger  | 2001 | Belgische Snooker-Meisterschaft – Doppel | Steve Lemmens     | Leigh Griffin Patrick Huwé                  | 4:1      |
| Zweiter | 2002 | Belgische Snooker-Meisterschaft – Doppel | Steve Lemmens     | Nico Devlies Curd Persyn                    | 2:4      |
| Sieger  | 2006 | Belgische Snooker-Meisterschaft – Doppel | Kevin Van Hove    | Pascal Raes Alain Vandersteen               | 4:0      |
| Sieger  | 2007 | Belgische Snooker-Meisterschaft – Doppel | Kevin Van Hove    | Steve van Eetvelde Kurt Vanoverberghe       | 5:2      |
| Sieger  | 2009 | Belgische Snooker-Meisterschaft – Doppel | Patrick Delsemme  | Jurgen van Roy Yvan Van Velthoven           | 5:4      |
| Sieger  | 2010 | Belgische Snooker-Meisterschaft – Doppel | Kevin Van Hove    | Yannick Poulain Alain Vandersteen           | 5:4      |
| Sieger  | 2012 | Belgische Snooker-Meisterschaft – Doppel | Patrick Delsemme  | Jurgen Van Den Bossche Jimmy van den Winkel | 5:3      |
| Zweiter | 2013 | EBSA European Team Championship Masters  | Mario Van Herk    | Mark Tuite Anthony Bonnar                   | 3:5      |
| Sieger  | 2014 | Belgische Snooker-Meisterschaft – Doppel | Steve Lemmens     | Kevin Hanssens Yvan Van Velthoven           | 5:4      |
| Sieger  | 2016 | Belgische Snooker-Meisterschaft – Doppel | Steve Lemmens     | Jurian Heusdens Tomasz Skalski              | 5:4      |
| Sieger  | 2019 | Belgische Snooker-Meisterschaft – Doppel | Mario Geudens     | Jurian Heusdens Julien Leclercq             | 5:2      |
| Sieger  | 2022 | Belgische Snooker-Meisterschaft – Doppel | Mario Geudens     | Ben Mertens Julien Leclercq                 | 5:4      |
| Zweiter | 2022 | EBSA European Team Championship Masters  | Pascal Tollenaere | Darren Morgan Philip Williams               | 2:5      |